# 静かの海 (漫画)
『静かの海』（しずかのうみ）は、一條裕子著の漫画作品。ぶんか社の漫画雑誌「まんがガウディ」および「まんがアロハ!」に1996年12月から1998年1月まで連載された。単行本は1998年12月刊行。
題名は月面上の地名から。独り暮らしの老人木村しづの生活と、その家を訪れる孫娘梢子の姿を、さまざまな家具の視点から描く。毎回違った物に語らせる手法は丸山健二『千日の瑠璃』に通じるものがあり、全体小説的に情報を補完さることによって、しづとその周囲の生活が手に取るように分かるようになっている。誰しも心当たりがありながら人前で口に出されることのない事ごとを見事に捉えており、可笑しさと同時に心に暖かさを感じる作品である。